# Техвоєнсервіс
Техвоєнсервіс — державне господарське об'єднання, засноване на державній власності, створене в 2005 році. Концерн належить до сфери управління Міністерства оборони України.

## Історія
Створено концерн 2005 року.

## Структура
До складу Концерну входить 21 підприємство, які розташовані в таких містах, як Житомир, Миколаїв, Київ, Харків, Львів, Одеса, Кам'янець-Подільський, Черкаси, Севастополь, Чернігів, Вінниця, Кропивницький, Хмельницький, Бережани.

## Галузі
- Ремонт і технічне обслуговування машин та устатковання спеціального призначення, не віднесених до інших групувань
- Виробництво зброї та боєприпасів
- Оброблення металевих відходів та брухту
- Управління підприємствами
- Діяльність у сфері оборони

## Продукція, послуги
- Прайс-листи техніки МОУ, що реалізовується Концерном
- Інженерна техніка
- Бронетанкова техніка
- Автомобілі
- Засоби зв’язку
- забезпечення польотів
- Народне господарство
- комунальне господарство

## Зовнішньоторговельна діяльність
- Імпорт: Росія
- Експорт: Угорщина, Росія

## Керівництво
- Попов Олег Анатолійович (2015)
- генерал-майор Замотаєв Євген (2016)